# Солоница (Лубенский район)
Солоница (укр. Солониця) — село, Лубенская городская община, Лубенский район, Полтавская область, Украина.
Код КОАТУУ — 5322886605. Население по переписи 2001 года составляло 1002 человека.

## Географическое положение
Село Солоница находится на левом берегу реки Сула, выше по течению примыкает село Засулье, ниже по течению на расстоянии в 0,5 км расположено село Войниха, на противоположном берегу — село Терны. К селу примыкает большое озеро Солёное. Рядом проходят автомобильная дорога М-03 и железная дорога, станция Солоницкая.

## История
- Солоницкий бой 1596 года — решающая битва в урочище Солоница близ Лубен в ходе восстания Наливайко.

## Объекты социальной сферы
- Дом культуры.

## Известные жители и уроженцы
- Василий Барка (1908—2003) — украинский поэт, прозаик, переводчик, родился в селе Солоница.
- Адамцевич Евгений Александрович (1904—1972) — бандурист, виртуозный исполнитель украинских народных исторических песен, автор «Запорожского марша», родился в селе Солоница.
- Дейкало, Пётр Григорьевич — Герой Советского Союза.
- Кук, Василий Семёнович — Герой Советского Союза.
- Мороз, Нина Павловна (1930—2009) — Герой Социалистического Труда.